# スカイウイル
株式会社スカイウイルは、東京都品川区北品川に本社を置き、ITインフラ・クラウド構築、アプリケーション開発、テクニカルサポート、ITコンサルティング事業等を展開している、日本の企業。

## 概要
クラウド構築、テクニカルサポート、アプリケーション開発事業が主力。代表取締役の長谷川恵三は、ソニー出身である。
クラウド関連の事業活動において情報セキュリティマネジメントシステム（ISO/IEC 27001:2005（JIS Q27001:2006））の認証を2011年に取得している。